# Safiabad (Kermanchah)
Pour les articles homonymes, voir Safiabad.
Safiabad (en persan : صفي اباد, aussi romanisé en Şafīābād) est un village du district rural de Miyan Darband, dans le district central du comté de Kermanchah, dans la province de Kermanchah, en Iran. Lors du recensement de 2006, il comptait 127 habitants, répartis en 29 familles. 